# Capanna Scaradra di sopra
La capanna Scaradra di sopra o semplicemente Rifugio Scaradra è un rifugio alpino situato nel comune di Blenio, in val Scaradra, nel Canton Ticino, nelle Alpi Lepontine a 2.173 m s.l.m.

## Storia
La costruzione del rifugio iniziò nel 1999 partendodalle rovine del vecchio alpe. Dopo 2 anni di lavoro fu inaugurato nel 2001.

## Caratteristiche e informazioni
La capanna è disposta su due piani, con refettorio unico per un totale di 12 posti. Piano di cottura sia a legna, che a gas completa di utensili da cucina. Illuminazione con pannelli solari. Riscaldamento a legna, acqua corrente in capanna. Ampio piazzale esterno con tavoli e fontana.

## Accessi
- Alpe Garzott 1.630 m L'Alpe di Garzott è raggiungibile in auto. - Tempo di percorrenza: 1,30 ore - Dislivello: 500 metri - Difficoltà: T2
- Diga del Luzzone 1.590 m - La Diga del Luzzone è raggiungibile anche con i mezzi pubblici. - Tempo di percorrenza: 2,30 ore - Dislivello: 550 metri - Difficoltà: T2.

## Ascensioni
- Pizzo Sorda a 2885 m
- Torrone di Nav a 2832 m
- Punta di Val Scaradra a 2822 m
- Cima di Aquila a 3127 m
- Piz Cassimoi a 3128 m
- Pizzo Cassinello a 3102 m

## Traversate
- Capanna Motterascio 4 ore
- Capanna Adula CAS 4 ore
- Capanna Adula UTOE 5 ore
- Capanna Scaletta 5 ore